# Voicu Lupei
Voicu Lupei (n. 1938) este un fizician român, membru titular al Academiei Române din 2018.